# Metro 2033 (videogioco)
Metro 2033 è un videogioco d'azione postapocalittico, che combina elementi dei survival horror e degli sparatutto in prima persona.
Il gioco è basato sul romanzo Metro 2033 dello scrittore russo Dmitrij Gluchovskij. È stato sviluppato da 4A Games in Ucraina e pubblicato nel marzo 2010 per Xbox 360 e Microsoft Windows.
Nel marzo 2009, 4A Games ha annunciato una partnership con Gluchovskij a collaborare sul gioco. Esso è poi stato annunciato pochi mesi più tardi, al 2009 Games Convention di Lipsia, mostrando anche il primo trailer ufficiale.
Nel maggio 2013 venne pubblicato il sequel Metro: Last Light.
Il 26 agosto 2014 è uscito il bundle contenente Metro 2033 e Metro Last Light, chiamato Metro Redux su Xbox One e PlayStation 4 e Metro: Last Light Redux su Microsoft Windows, macOS, Linux e SteamOS.

## Trama
Mosca, anno 2033. In seguito a una guerra nucleare, i sopravvissuti sono costretti a vivere nelle gallerie di quella che fu la metropolitana, organizzati in stazioni simili a città-Stato, in cui si respira un'atmosfera opprimente e angosciante. Il buio cela infatti molte insidie, tra le quali la frequente possibilità di imbattersi in mostruose creature che popolano le gallerie. La minaccia principale è rappresentata dai Tetri, esseri umanoidi dalle grandi capacità psichiche, definiti come i "Novi Homines", "vincitori della battaglia per la sopravvivenza" apparentemente destinati a ereditare la Terra.
Il personaggio interpretato dal giocatore è Artyom, cresciuto nella stazione "Expo", situata sotto i quartieri settentrionali di Mosca. All'arrivo di un misterioso amico del proprio patrigno, di nome Hunter, si viene incaricati segretamente di portare un messaggio di vitale importanza alla più importante e grande stazione, Polis, spiegando agli Spartani, un'associazione militare volta a preservare la pace e l'ordine nella metropolitana, la minaccia dei Tetri.
Inizia così il viaggio del proprio personaggio, pieno di insidie, durante il quale incontrerà le più mostruose creature derivate dalle radiazioni, oltre a banditi, criminali e ranger. Raggiunta Polis, il giocatore viene ricevuto dal comandante degli Spartani, che si presenta come colonnello Miller. Scusandosi per la decisione del consiglio della Polis (il quale ha deciso di non intervenire per aiutare la stazione di Artyom), egli rivela la presenza di una base missilistica ancora intatta, vicino alla città. Miller non sa dove si trovi, ma sa dove si possono trovare informazioni riguardanti il complesso missilistico e il relativo bunker, denominato D6, ovvero nella Biblioteca Lenin, non lontano da Polis.
Uscendo un'altra volta dalla metro, il giocatore dovrà affrontare le insidie nascoste all'interno della biblioteca e dovrà recuperare dei documenti che possono condurre verso il D6; inizia quindi il suo peregrinare, insieme ad altri ranger, verso la base. Raggiunto il bunker sottostante al complesso, il personaggio si rende conto che le attrezzature sono fuori uso, e che è necessaria la sua collaborazione per ripararle; ultimato questo incarico, si abbandonerà il D6 per dirigersi con Miller verso la Torre di Ostankino, per regolare il lancio dei missili verso i "Giardini", dove vi è un enorme complesso abitato dai Tetri.
Una volta giunto sulla sommità della torre, con il sistema di guida dei missili installato e pronto, il giocatore incapperà in due finali differenti: nel primo (quello descritto anche nel romanzo) Artyom farà partire i missili alla volta dei Giardini, uccidendo i Tetri. Questo finale si otterrà se il giocatore avrà ucciso un alto numero di avversari umani e se non avrà fatto specifiche azioni. Nel secondo finale, invece, Artyom verrà in contatto con un Tetro, il quale gli dirà che i Tetri non intendono uccidere gli umani ma mettersi in contatto con loro, per collaborare e convivere. Questo finale implica che i fatti del sequel (Metro Last Light) non avvengano.

## Doppiaggio
| Personaggio | Doppiatore originale | Voce italiana     |
| ----------- | -------------------- | ----------------- |
| Artyom      |                      | Oliviero Corbetta |
| Miller      |                      | Gianluca Iacono   |
| Hunter      |                      | Silvio Pandolfi   |
| Alex        |                      | Federico Danti    |
| Bourbon     |                      | Stefano Albertini |
| Khan        |                      | Alberto Olivero   |
| Andrew      |                      | Marco Morellini   |
| Sasha       |                      | Davide Garbolino  |
| Pavel       |                      | Stefano Albertini |
| Ulman       |                      | Gianni Gaude      |